# Саут-Саскачеван
Саут-Саскачеван (англ. South Saskatchewan — Южный Саскачеван) — река в Канаде, протекает по территории провинций Альберта и Саскачеван. Правая составляющая реки Саскачеван. Длина реки составляет 1392 км (вместе с рекой Боу). Площадь водосборного бассейна — 146 100 км². Расход воды — 280 м³/с.

## География

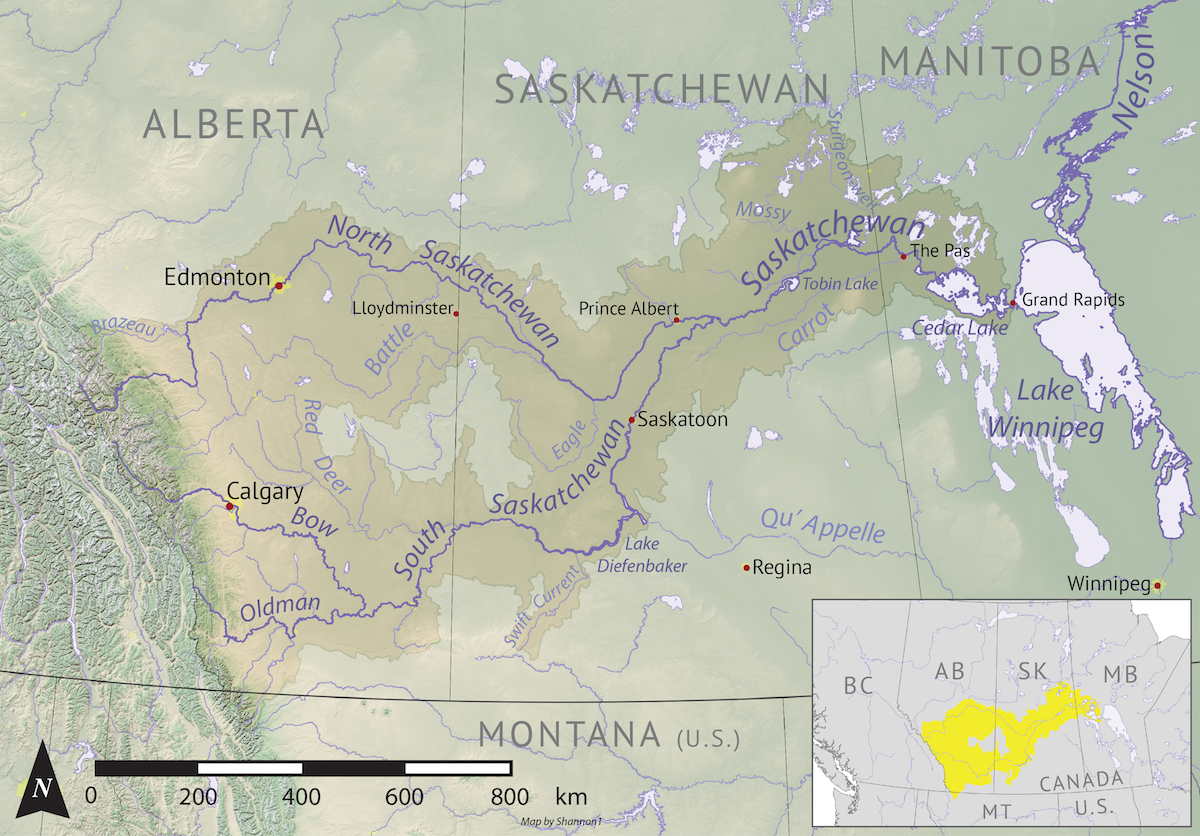
Бассейн реки Саскачеван

Саут-Саскачеван берёт начало в Канадских Скалистых горах при слиянии рек Боу и Олдмен. Течёт в восточном направлении по провинциям Альберта и Саскачеван. Это одна из двух крупных рек (вторая — Норт-Саскачеван), которые при слиянии образуют реку Саскачеван.
Крупнейший приток — река Ред-Дир. На берегах реки Саут-Саскачеван лежат города Медисин-Хат и Саскатун. Паром St. Laurent Ferry, пересекающий реку, соединяет шоссе Саскачеван 783 и Саскачеван 782.
В 2012 году реки Саут-Саскачеван и Саскачеван номинированы на включение в Список охраняемых рек Канады.